# City Island
City Island – amerykański komediodramat z 2009 roku w reżyserii Raymonda De Felitty. Wyprodukowany przez Anchor Bay Films.
Premiera filmu odbyła się 6 lutego 2009 roku podczas Międzynarodowego Festiwalu Filmowego w Berlinie.

## Opis fabuły
Rodzina Rizzo tylko pozornie jest zwyczajna. Każdy z domowników skrywa jakieś tajemnice. Vince jest strażnikiem więziennym, który potajemnie uczęszcza na zajęcia aktorskie. Jego córka, studentka Vivian, pracuje jako striptizerka. Ich życie zmienia były więzień, Tony Nardalla.

## Obsada
- Andy Garcia jako Vince Rizzo
- Julianna Margulies jako Joyce Rizzo
- Steven Strait jako Tony Nardella
- Emily Mortimer jako Molly Charlesworth
- Ezra Miller jako Vincent "Vinnie" Rizzo, Jr.
- Dominik Garcia-Lorido jako Vivian Rizzo
- Alan Arkin jako Michael Malakov
- Carrie Baker Reynolds jako Denise
- Hope Glendon-Ross jako Cheryl